# Hyllus flavescens
Hyllus flavescens är en spindelart som beskrevs av Simon 1902. Hyllus flavescens ingår i släktet Hyllus och familjen hoppspindlar. Inga underarter finns listade i Catalogue of Life.